# Agência da União Europeia para a Formação Policial
A Agência da União Europeia para a Formação Policial, também conhecida como CEPOL (do francês Collège Européen de Police), é uma agência da União Europeia (UE) dedicada à formação de agentes das forças de aplicação da lei. A instituição foi fundada em 2000 e adotou o seu atual mandato legal a 1 de julho de 2016. O seu objetivo é desenvolver uma abordagem comum e uma cooperação transfronteiriça na prevenção e combate à criminalidade na União Europeia através de cursos e seminários para agentes de polícia. Está sediada em Budapeste, na Hungria.
A CEPOL forma uma rede de cooperação policial composta pelas academias e centros nacionais de formação dos serviços de polícia dos estados-membros da União Europeia.

## História
A CEPOL foi criado pela Decisão 2000/820/JAI do Conselho, em 2000, que foi alterada em 2005 pela Decisão 2005/681/JAI do Conselho. A Academia Europeia de Polícia, CEPOL, foi originalmente instalada na Bramshill House, em Bramshill, Hampshire, no Reino Unido, mas foi transferido para Budapeste, na Hungria, em 2014, na sequência de uma decisão do Conselho Europeu do ano anterior.

## Organização
A CEPOL contribui para uma União Europeia mais segura, facilitando a cooperação e a partilha de conhecimentos entre os funcionários responsáveis pelas forças de aplicação da lei nos estados-membros da UE e, em certa medida, de países terceiros, sobre questões decorrentes das prioridades da UE no domínio da segurança; em particular, do Ciclo de Políticas da UE sobre criminalidade grave e organizada. A CEPOL reúne uma rede de institutos de formação para funcionários responsáveis pelas forças de aplicação da lei nos estados-membros da UE e apoia-os na formação de primeira linha sobre as prioridades da segurança, a cooperação policial e o intercâmbio de informações. A CEPOL também trabalha com órgãos da UE, organizações internacionais e países terceiros para garantir que as ameaças de segurança mais graves sejam enfrentadas no âmbito de uma resposta coletiva. A CEPOL é chefiada por um Diretor Executivo, que responde perante um Conselho de Administração. O Conselho de Administração é composto por representantes dos estados-membros da UE e da Comissão Europeia. O presidente do Conselho de Administração é um representante de um dos três estados-membros que elaboraram conjuntamente o programa de 18 meses do Conselho da União Europeia. O Conselho de Administração reúne pelo menos duas vezes por ano. Além disso, a CEPOL tem Unidades Nacionais (CNUs, National Units) dedicadas em todos os estados-membros para fornecer informações e assistência aos funcionários responsáveis pelas forças de aplicação da lei que desejam participar nas atividades da CEPOL. As CNUs também apoiam as operações da CEPOL. O programa de trabalho anual da agência é elaborado com os contributos desta rede e de outras partes interessadas, resultando em atividades temáticas e específicas concebidas para responder às necessidades dos estados-membros nas áreas prioritárias da estratégia de segurança interna da UE. Além disso, a CEPOL avalia as necessidades de formação para dar resposta às prioridades de segurança da UE.

### Atividades
As atividades da CEPOL centram-se principalmente na oferta de sessões de formação com base nas normas europeias e na gestão policial de crises a funcionários das forças de aplicação da lei. Também oferece intercâmbio de funcionários das forças de aplicação da lei entre os estados-membros da União. O portefólio atual da CEPOL abrange atividades presenciais, aprendizagem em linha (online) (ou seja, webinars, módulos em linha, cursos em linha, etc.), programas de intercâmbio, currículos comuns, investigação e ciência.